# Electra Heart
Electra Heart je druhé studiové album zpěvačky Marina and the Diamonds. Bylo vydáno 27. dubna 2012 vydavatelstvím Atlantic Records.

## Seznam písní
| Pořadí | Název písně           | Délka |
| ------ | --------------------- | ----- |
| 1.     | Bubblegum Bitch       | 2:34  |
| 2.     | Primadonna            | 3:41  |
| 3.     | Lies                  | 3:46  |
| 4.     | Homewrecker           | 3:22  |
| 5.     | Starring Role         | 3:27  |
| 6.     | The State of Dreaming | 3:36  |
| 7.     | Power & Control       | 3:46  |
| 8.     | Living Dead           | 4:04  |
| 9.     | Teen Idle             | 4:14  |
| 10.    | Valley of the Dolls   | 4:13  |
| 11.    | Hypocrates            | 4:01  |
| 12.    | Fear and Loathing     | 6:07  |

| Pořadí | Název písně        | Délka |
| ------ | ------------------ | ----- |
| 13.    | Radioactive        | 3:47  |
| 14.    | Sex Yeah           | 3:46  |
| 15.    | Lonely Hearts Club | 3:01  |
| 16.    | Buy the Stars      | 4:47  |